# ایمی روسو
ایمی روسو (انگلیسی: Aimé Rosso؛ زادهٔ ۵ ژوئن ۱۹۵۵) بازیکن فوتبال اهل فرانسه است.
از باشگاه‌هایی که در آن بازی کرده‌است می‌توان به باشگاه فوتبال موناکو اشاره کرد.